# Mixco
Mixco ist eine Stadt in Guatemala. Sie ist Verwaltungssitz der gleichnamigen Großgemeinde (Municipio) im Departamento Guatemala. Mixco ist Teil der Agglomeration von Guatemala-Stadt.

## Geographie
Das Municipio ist mit 132 km² und mehr als einer halben Million Einwohner zusammen mit Villa Nueva das zweitgrößte der insgesamt 17 Municipios des Departamentos. Es liegt im südlichen Hochland der Sierra Madre, am westlichen Rand des von etlichen Schluchten durchzogenen Hochtales Valle de La Ermita (auch Valle de La Virgen oder Valle de las Vacas) auf etwa 1600 Meter Höhe. Fast die Hälfte des Municipios liegt im Bereich des Tales, der Rest erstreckt sich in den Gebirgszügen im Norden, Westen und Süden. Die ehemals ausgedehnten Waldgebiete des Municipios mussten schrittweise zugunsten der städtebaulichen und industriellen Entwicklung zurückweichen. Das Klima ist gemäßigt, die Temperaturen bewegen sich in der Regel zwischen 12 und 28 °C, die Regenzeit dauert von Mai bis Oktober.
Der ursprüngliche Ortskern von Mixco liegt 17 km westlich des Zentrums von Guatemala-Stadt. Das dazwischen liegende Gebiet wurde in den vergangenen fünf Jahrzehnten fast vollständig besiedelt und ist heute Teil des Ballungsraumes der Hauptstadt.
Angrenzende Municipios sind San Pedro Sacatepéquez im Norden, San Raimundo und Chinautla im Nordosten, Guatemala-Stadt im Osten und Villa Nueva im Süden. Im Westen grenzt Mixco an die Municipios San Lucas Sacatepéquez und Santiago Sacatepéquez des benachbarten Departamentos Sacatepéquez.

## Bevölkerung
In der öffentlichen Wahrnehmung wird Mixco schon seit längerer Zeit als integraler Bestandteil von Guatemala-Stadt gesehen. Bei Angaben über die Einwohnerzahlen von Guatemala-Stadt werden oft auch die offiziell rund 500.000 Einwohner von Mixco hinzugezählt, obwohl beide administrativ selbständig sind. Mixco ist eine der am schnellsten wachsenden Gemeinden Guatemalas und soll einigen Schätzungen zufolge fast eine Million Einwohner haben. Mit einbezogen werden hierbei auch Wochenendpendler, die an Werktagen bei Verwandten oder Bekannten unterkommen, und Menschen, die offiziell in anderen Departamentos oder gar nicht registriert sind und doch in Mixco leben.
In Mixco wurden seit den 1970er Jahren große Wohnungsbauprojekte realisiert. Dazu gehört unter anderem der Stadtteil Ciudad San Cristóbal im Süden des Municipios, der mit seinen etwa 150.000 Einwohnern heute eine Stadt in der Stadt bildet. In letzter Zeit hat die Bauindustrie am Stadtrand von Mixco auf ehemaligen Fincas zahlreiche Reihenhaussiedlungen für die kleine, aufstrebende Mittelschicht gebaut. Einige ältere Siedlungen und einzelne Stadtteile sind hingegen zu sozialen Brennpunkten mit hoher Kriminalitätsrate geworden.

## Geschichte
Die Ursprünge von Mixco sind unklar. 1525 eroberte Pedro de Alvarado mit seinen spanischen Truppen und indigenen Söldnern die ehemalige Pocomam-Stadt und spätere Cakchiquel-Festung Mixco Viejo (Alt-Mixco), die rund 50 km nördlich von Mixco im heutigen Departamento Chimaltenango liegt. Der Legende nach siedelte er die verbliebenen Einwohner der zerstörten Stadt im heutigen Mixco an. Mixco Viejo wurde in den 1950er Jahren von französischen Forschern ausgegraben und schließlich rekonstruiert. Ob es sich dabei um das alte Mixco handelt wird bezweifelt. Vermutlich war es bei Chinautla (Chinautla Viejo), etwa 25 km nordöstlich des heutigen Mixco, wo Alvarado aufständische Pocomam unterwarf. Mixco wurde von Alvarado als Santo Domingo Mixco am 4. August 1526 in einer militärisch leicht zu kontrollierenden Gegend gegründet. Die dort bereits ansässigen und die umgesiedelten Pocomam teilte man spanischen Encomenderos zu. Während der Kolonialzeit gehörte der Ort zum Verwaltungsbezirk von Santiago de los Caballeros de Goathemala beziehungsweise zur dortigen Alcaldía Mayor de Sacatepéquez. Auch nach der Unabhängigkeit von Spanien (1821) blieb Mixco bis in die 1950er Jahre hinein ein kleines, unbedeutendes Municipio im Westen von Guatemala-Stadt. 1950 hatte es 11.784 Einwohner, davon 4.181 im damaligen Dorf. Schrittweise entstanden jedoch andere größere Siedlungen, darunter die Colonia La Florida, die seinerzeit fast vollständig von Wald umgeben war und wegen der unzureichenden Leistungen der Gemeindeverwaltung von Mixco 1958 als Exklave dem Municipio von Guatemala-Stadt zugeschlagen wurde. Obwohl La Florida heute mitten in Mixco liegt und sich die Umstände auch sonst völlig verändert haben, gehört der Stadtteil noch immer zur Hauptstadt. Nach dem schweren Erdbeben von 1976 zogen aus dem ganzen Land zahllose Obdachlose in Richtung Hauptstadt und ließen sich in deren Umland nieder, auch im Municipio von Mixco. Die allgemeine Bevölkerungsexplosion und die Ansiedlung zahlreicher Industriebetriebe führte in den folgenden Jahrzehnten zum Zusammenwachsen der Stadtgebiete von Mixco und Guatemala-Stadt.
Der Nahuatl-Name Mixco stammt von den mexikanischen Söldnern Alvarados und bedeutet in etwa „Wolkenbedeckter Ort“.

## Wirtschaft und Verkehr
Der Ausbau von Mixco erfolgte im Wesentlichen entlang von zwei großen Ein- und Ausfallstraßen der Hauptstadt: der in west-östlicher Richtung verlaufenden Calzada Roosevelt, die im weiteren Verlauf zur Fernstraße CA 1 Interamericana (Panamericana) wird, und der von der Roosevelt nach Nordwesten abzweigenden Calzada San Juan, die dann als Nationalstraße 5 über San Juan Sacatepéquez in den Norden Guatemalas führt. An der Roosevelt konzentrieren sich zahlreiche größere Industrie- und Dienstleistungsbetriebe, darunter etliche Niederlassungen internationaler Konzerne, während an der San Juan und entlang der zahlreichen Nebenstraßen kleinere Handels- und Dienstleistungsunternehmen überwiegen. Andere Stadtgebiete wie San Cristóbal oder Bosques de San Nicolás wurden wegen der Schluchten, die sie von Guatemala-Stadt trennen, mit Brücken und neuen Straßen an die bestehenden Verkehrswege angeschlossen, womit sich auch die Verkehrssituation auf den beiden genannten Verkehrsachsen etwas verbessert hat. Der öffentliche Personennahverkehr wird, von Taxis abgesehen, von einem dichten Netz von Buslinien sichergestellt. Die öffentlichen Busse sind während der Stoßzeiten überfüllt und werden oft überfallen, weswegen der Individualverkehr beständig zunimmt. Eine Ausweitung des im Aufbau befindlichen Busway-Netzes (Transmetro) von Guatemala-Stadt bis nach Mixco ist geplant.

## Sonstiges
Mixco ist bekannt für seine Chicharones und für seinen Kakao. Bedeutende Feste finden im Januar zu Ehren der Jungfrau von Morenos und im August zu Ehren des Stadtpatrons Santo Domingo de Guzmán statt.

## Söhne und Töchter der Stadt
- Doroteo Flores (1922–2011), Langstreckenläufer
- Amílcar Rivera (* 1974), Politiker; von 2004 bis 2012 Bürgermeister der Stadt Mixco[1]
- Neto Bran (* 1980), Politiker; seit 2016 Bürgermeister der Stadt Mixco[2]